# 山田紀之
山田 紀之（やまだ のりゆき、1941年（昭和16年）9月15日 - 2018年（平成30年）12月7日）は、日本の政治家。新潟県糸魚川市長（1期）。

## 経歴
新潟県糸魚川市出身。法政大学法学部卒。糸魚川市議会議員、同議長を務め、1997年糸魚川市長選挙に立候補し、初当選する。市長を1期務め、2001年の市長選に立候補し、再選をめざしたが、元糸魚川市議の吉岡静夫に敗れた。2018年に死去した。